# اینکرمن (پنسیلوانیا)
اینکرمن (به انگلیسی: Inkerman) یک منطقهٔ مسکونی در ایالات متحده آمریکا است که در شهرستان لوزرن، پنسیلوانیا واقع شده‌است. اینکرمن ۱٫۹ کیلومتر مربع مساحت و ۱٬۸۱۹ نفر جمعیت دارد.